# Риверсајд (Илиноис)
Риверсајд (енгл. Riverside) град је у америчкој савезној држави Илиноис.

## Демографија
По попису из 2010. године број становника је 8.875, што је 20 (-0,2%) становника мање него 2000. године.
| Група             | 2000.         | 2010.         |
| Белци             | 8.168 (91,8%) | 7.535 (84,9%) |
| Афроамериканци    | 23 (0,3%)     | 111 (1,3%)    |
| Азијати           | 142 (1,6%)    | 188 (2,1%)    |
| Хиспаноамериканци | 489 (5,5%)    | 935 (10,5%)   |
| Укупно            | 8.895         | 8.875         |